# Dąbrowice (powiat Kutnowski)
Dąbrowice is een dorp in het Poolse woiwodschap Łódź, in het district Kutnowski. De plaats maakt deel uit van de gemeente Dąbrowice en telt 1 300 inwoners.